# Apeadero de Lagoa da Palha
El Apeadero de Lagoa da Palha es una estación ferroviaria de la Línea del Alentejo, que servía a la aldea de Lagoa da Palha, en el ayuntamiento de Palmela, en Portugal.

## Historia
El tramo entre Barreiro y Bombel de la Línea del Alentejo, donde esta plataforma se encuentra, entró en servicio el 15 de junio de 1857.